# Камполонго Мађоре Калегаро (Венеција)
Камполонго Мађоре Калегаро (итал. Campolongo Maggiore Callegaro) је насеље у Италији у округу Венеција, региону Венето.
Према процени из 2011. у насељу је живело 24 становника. Насеље се налази на надморској висини од 3 м.